# Sanwa Bank Cup
Sanwa Bank Cup là trận đấu giao hữu chính thức được tổ chức bởi J. League và được tài trợ bởi Ngân hàng Sanwa Bank (hiện là Ngân hàng Tokyo-Mitsubishi UFJ). Trận đấu được diễn ra từ 1994 đến 1997, được thi đấu 2 tuần trước trận khai mạc J. League (riêng năm 1997, là một tuần trước trận khai mạc J. League Cup). Các đội được mời là nhà vô địch của J. League mùa trước đó và nhà vô địch của nước ngoài.

## Kết quả
| Năm  | Vô địch                         | Tỉ số          | Á quân                      | Ghi chú |
| ---- | ------------------------------- | -------------- | --------------------------- | --- |
| 1994 | Verdy Kawasaki · Nhật Bản       | 2–2 (4–2 pen.) | Gimnasia · Argentina        | Gimnasia là đội vô địch của giải đấu kỷ niệm 100 năm thành lập Liên đoàn bóng đá Argentina.                                                                                        |
| 1995 | Grêmio · Brasil                 | 2–1            | Verdy Kawasaki · Nhật Bản   | Trận đấu một phần của chuỗi các sự kiện để kỷ niệm 100 năm phê chuẩn Hiệp định Hữu nghị, Thương mại và Hàng hải giữa Brazil và Nhật Bản. Gremio là đội vô địch Copa do Brasil 1994 |
| 1996 | IFK Göteborg · Thụy Điển        | 1–1 (5–3 pen.) | Yokohama Marinos · Nhật Bản | IFK Göteborg là nhà vô địch Thụy Điển 1995 |
| 1997 | Nagoya Grampus Eight · Nhật Bản | 3–1            | D.C. United · Hoa Kỳ        | D.C. United là đội vô địch MLS Cup 1996 |